# Ben Srour
Ben Srour è un comune dell'Algeria, situato nella provincia di M'Sila.